# Föderation Türkischer Elternvereine in Deutschland

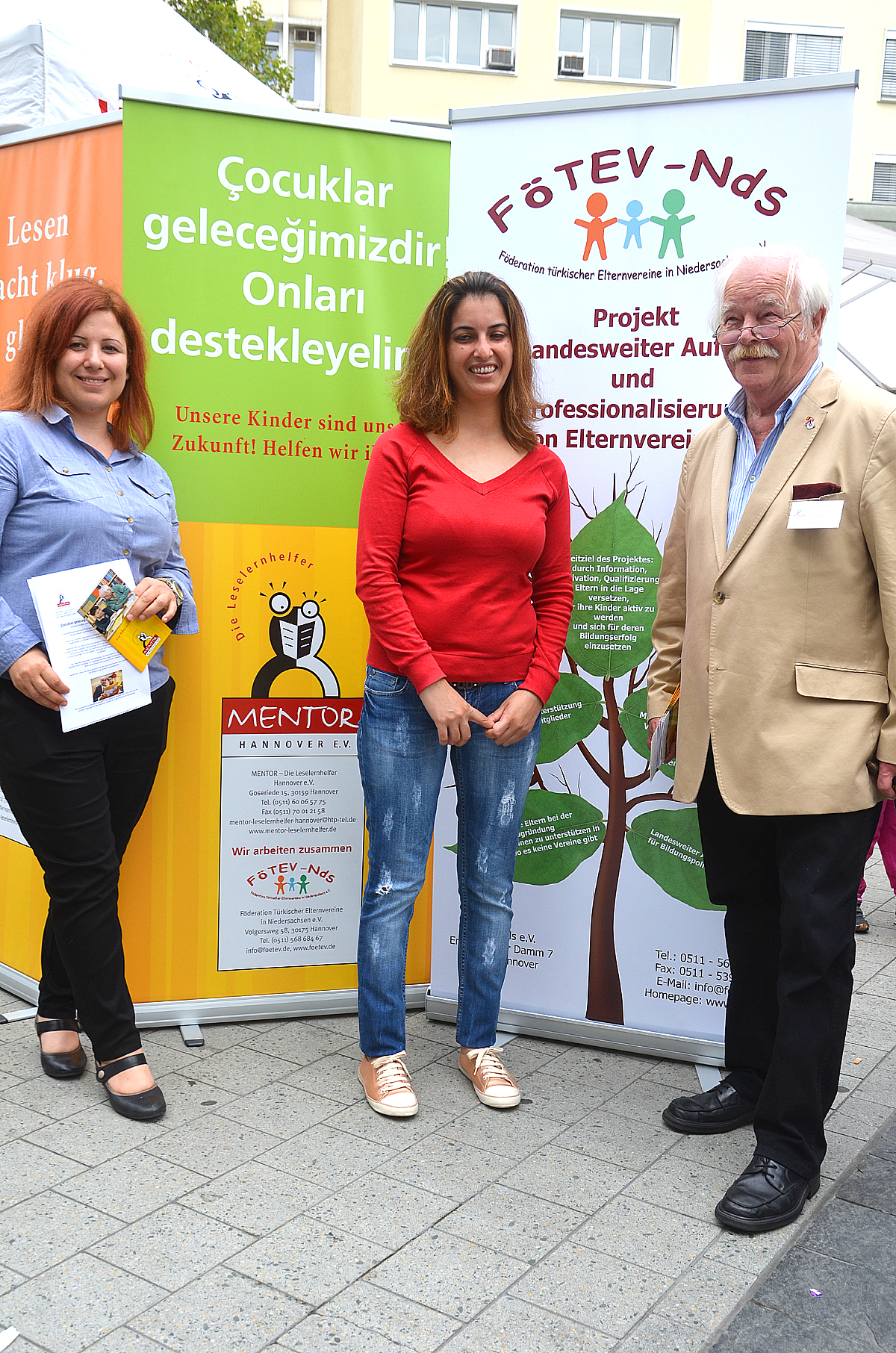
Gemeinsamer Informationsstand der niedersächsischen FÖTEV (FÖTEV-Nds) mit Mentor – Die Leselernhelfer Hannover;
2015 beim „Entdeckertag der Region Hannover“

Die Föderation Türkischer Elternvereine in Deutschland e. V. (FÖTED; türkisch Almanya Türk Veli Dernekleri Federasyonu e. V.) ist ein deutschlandweiter Zusammenschluss gemeinnütziger Elternvereine, die hauptsächlich von türkischen Einwanderern gegründet wurden und deren vorrangiges Interesse die Bildung ihrer Kinder ist. Der Verein wurde am 5. November 1995 in Berlin gegründet und hat dort seinen Sitz.

## Geschichte
Infolge des Nachzugs der Familien türkischer Arbeitsmigranten in den 1970er Jahren gründeten sich ab 1980 vermehrt türkische Elternvereine, die schulische Interessen der „Gastarbeiterkinder“ in der Bundesrepublik vertreten wollten. Die FÖTED vereinigte ab 1995 über 60 dieser Vereine in ganz Deutschland und hatte 2006 rund 6.000 Einzelmitglieder. Heute sind 24 Vereine Mitglieder in der Föderation. Die Bundesvorsitzenden sind Berin Arukaslan und Ali Sak (Stand: 12. September 2015).

## „Bildungsoffensive“
FÖTED ist einer der vier deutsch-türkischen Großverbände, der die in der zweiten Hälfte von 2006 initiierte, von deutschen wie türkischen Medien begleitete Bildungskampagne Bildung für die Zukunft zur Verbesserung der Bildungschancen von Kindern- und Jugendlichen mit Migrationshintergrund in Deutschland trägt. Hintergrund war eine 2006 veröffentlichte PISA-Sonderstudie, nach der in keinem anderen Vergleichsland die Erfolgschancen von Schülern mit Migrationshintergrund auch nur annähernd so schlecht gewährleistet seien wie in Deutschland.

## Aufgaben und Ziele
Ziel der FÖTED von jeher ist die Aktivierung deutsch-türkischer Eltern auf Bundes-, Landes- und Kommunalebene um die Lösung der Erziehungs- und Bildungsprobleme türkischer Migrantenkinder und -jugendlichen voranzutreiben. Erfahrungen lokaler Elternvereine hierbei werden durch den Dachverband auf ihre Allgemeingültigkeit ausgewertet und weiter verbreitet, um den lokalen Vereinen geeignete Strategien für ihre Arbeit an die Hand zu geben.
Des Weiteren erteilt die FÖTED u. a. persönliche Elternberatung, vermittelt zweisprachige Nachhilfelehrer, organisiert zahlreiche Informationsabende und interkulturelle Veranstaltungen und unterstützt bei Bedarf Eltern bei mit der Schule zusammenhängenden Behördengängen, wenn sie aufgrund einer Sprachbarriere die schulischen Interessen ihrer Kinder ohnedies kaum wahrnehmen könnten.